# Bakonypéterd
Bakonypéterd (hongrois : Bakonypéterd [ˈbɒkoɲpeːtɛrd] ; allemand : Petersdorf ou Peterd) est une localité hongroise située dans le comitat de Győr-Moson-Sopron.

## Site et localisation

### Topographie et hydrographie
Le village, composé de trois rues, est situé à la lisière nord du massif du Bakony, dans la région du Bakonyalja, au sud-est des collines de Sokoró.

## Histoire
Des traces de présence humaine sur le territoire de l'actuel Bakonypéterd remontent au début de l'âge du bronze final, selon les découvertes archéologiques. Le village est mentionné pour la première fois dans une charte de 1262, relatant le don des localités de Peterd et Tamásy à l'abbaye bénédictine de Pannonhalma par une femme nommée Pikud.
Le nom actuel de Bakonypéterd n'apparaît dans les documents officiels qu'en 1913, dans le Répertoire des localités de Hongrie. Durant le Moyen Âge, le village relevait à la fois de l'abbaye de Pannonhalma et de petits nobles. Les sources mentionnent au moins trois implantations sur le territoire actuel : Péterfalva ou Péterd, le plus important et situé probablement à l'emplacement du village actuel, appartenait notamment à la famille noble Péterdi ; Picsord, à la frontière avec Ravazd, dont le nom survit dans le toponyme Pityór-dűlő ; et Likivarsány, totalement possession de l'abbaye, dont les vestiges se trouvent dans la zone appelée Proletár-dűlő. Dévasté par les troupes ottomanes dès 1531, le village était inhabité en 1544.
La réinstallation durable de la localité n'eut lieu qu'au XVIIIe siècle. Bien que certains documents placent cette reprise en 1715, des registres paroissiaux de Pannonhalma attestent déjà d'habitants à Péterd au tout début du siècle. Parmi les familles présentes figuraient les Prosztorics, Schwarcz ou Augusztin. Ces colons étaient majoritairement d'origine germanique (souvent désignés comme « Souabes »), venus vraisemblablement de Basse-Autriche ou de la région de Moson, mais on y trouvait aussi des Hongrois et des Croates. Selon Mátyás Bél, la langue majoritairement parlée était un dialecte souabe.
Aux XVIIIe et XIXe siècles, l'agriculture constituait l'activité principale. Les terres argileuses convenaient à la culture fruitière et à la vigne. Une forêt subsiste au sud-ouest du territoire. Le point culminant de la commune est le mont Péterdi (236 m). Le ruisseau Bornát-ér, temporaire, traverse le village. En 1851, Elek Fényes signale la qualité des vins produits localement.
La croissance démographique conduisit à l'installation de familles dans les collines viticoles dès les années 1860. En 1895, 71 personnes y vivaient ; elles n'étaient plus que 6 en 1989. La surpopulation et la pauvreté provoquèrent une importante vague d'émigration vers les États-Unis entre 1881 et 1910 : sur une population comprise entre 530 et 650 habitants, 330 personnes partirent, dont seulement 40 revinrent.
Durant la Première Guerre mondiale, la majorité des soldats incorporés dans les régiments de Győr et Veszprém ; 17 habitants périrent, dont deux enfants tués par l'explosion d'un obus. La Seconde Guerre mondiale fit 20 morts supplémentaires (16 soldats et 4 civils, dont deux enfants).
À partir de 1945, la communauté fut durement éprouvée par les expulsions de la population germanophone. Cinquante-cinq habitants furent déportés en Allemagne, d'autres envoyés dans des villages voisins ou contraints de quitter leurs maisons. Simultanément, la commune reçut plusieurs familles hongroises déplacées de Slovaquie dans le cadre des échanges de population. Une fois passées les premières tensions, une communauté soudée émergea, fondée sur l'héritage mixte des Souabes et des Hongrois de Haute-Hongrie. Mais, comme par le passé, la commune connut ensuite un lent déclin démographique.
Jusqu'en 1950, Bakonypéterd dépendait de la circonscription de Románd. Elle devint ensuite autonome avant d'être regroupée à nouveau avec plusieurs communes, puis réorganisée après la transition démocratique. Depuis 2003, elle partage une administration locale avec Tarjánpuszta et Győrasszonyfa.
L'économie agricole fut collectivisée après 1948 avec la création de coopératives. Celles-ci fusionnèrent en 1955, furent brièvement dissoutes en 1956, puis réorganisées et intégrées aux exploitations collectives de Románd (1962) puis de Veszprémvarsány (1975).
L'école catholique à deux classes fut nationalisée en 1948. Les enfants du village sont aujourd'hui scolarisés à Románd, Veszprémvarsány ou Győr. La commune dispose d'un cabinet médical et d'un centre culturel. Un service d'aide rurale a été mis en place pour accompagner les personnes âgées (repas, soins, courses).
Le village fut électrifié en 1936. Après 1945, quelques infrastructures furent développées : école agrandie, cabinet médical, salle des fêtes, magasins. Le contournement routier de la route 82 date de 1963, celui vers Románd de 1969. L'église catholique, de style classique, date de 1817. Le terrain de sport, situé en périphérie, est partagé avec les communes voisines. Autrefois doté d'un club de football dynamique, le village ne compte aujourd'hui plus que quelques joueurs amateurs.
Ces dernières années, la saturation de l'agglomération de Győr a favorisé l'arrivée de nouveaux habitants et la construction de logements modernes. La commune, rattachée au comitat de Veszprém jusqu'en 1999, a intégré le comitat de Győr-Moson-Sopron à la suite d'une initiative populaire. Le réseau d'assainissement a été mis en place en 2019.

## Population

### Minorités culturelles et religieuses
Lors du recensement de 2011, 96,9 % des habitants de Bakonypéterd se déclaraient de nationalité hongroise, 2,7 % d'origine allemande, tandis que 3,1 % ne se prononçaient pas. En raison des identités multiples, le total peut dépasser 100 %. Sur le plan religieux, 76,7 % se déclaraient catholiques romains, 2,7 % luthériens, 1,5 % réformés, 5,7 % sans affiliation religieuse, et 11,8 % ne répondaient pas.
En 2022, 89,2 % des habitants s'identifiaient comme Hongrois, 3,8 % comme Allemands, 1,4 % comme Roms et 2,8 % comme membres d'autres minorités étrangères ; 10,8 % ne se prononçaient pas. Côté religieux, 43,9 % se déclaraient catholiques romains, 2,4 % réformés, 2,4 % luthériens, 0,3 % catholiques grecs, 1,4 % autres chrétiens, 0,7 % autres catholiques, 9,4 % sans religion et 39,4 % n'ont pas répondu.

## Équipements

### Réseaux extra-urbains
La commune est traversée du sud au nord par la route principale 82, qui relie Veszprém à Győr en passant par Zirc ; il s'agit de sa principale voie d'accès routier. Elle est également accessible depuis Románd par une route communale revêtue de 2 kilomètres, qui raccourcit le trajet vers Pápa et les villages environnants.
Environ 2 kilomètres à l'est de la zone bâtie, la ligne de chemin de fer Győr–Veszprém longe la route 82, avec un arrêt en bordure orientale du village (halte de Bakonypéterd). La majorité des déplacements se fait toutefois en bus, grâce aux lignes de Volánbusz.

## Patrimoine local
Le principal édifice religieux de la commune est l'église catholique romaine, construite dans un style classique entre 1817 et 1820. Une chapelle dédiée à saint Roch a été édifiée en 1820, et une première mention de la calvaire du village remonte à 1829.
Un monument aux morts a été inauguré en 1990 en mémoire des victimes des Première et Seconde Guerres mondiales. Depuis 2018, il comporte également une plaque commémorative en hommage aux habitants souabes et aux Hongrois de Haute-Hongrie déplacés après la guerre.
Plusieurs croix votives jalonnent le territoire communal, parmi lesquelles :
- la croix Lehner (1872), située à l'entrée du village côté Győr, érigée par la veuve Jánosné Lehner ;
- la croix Hofstadter, devant l'église, don d'Albert Hofstadter et de son épouse ;
- la croix Hofstadter d'Horogút (1904), érigée par Antal Hofstadter et son épouse ;
- la croix du cimetière, érigée en 1889 par la veuve Pálné Heberling, lieu de recueillement pour les défunts inhumés loin du village ;
- une croix en bois sur les collines viticoles (Heberling) et une colonne mariale élevée au début du XIXe siècle par la famille Heberling.

Le cimetière, transféré à son emplacement actuel entre 1817 et 1820, conserve des épitaphes en allemand dès 1823, notamment sur la colline du site.
Un drapeau commémoratif du millénaire a été solennellement remis à la commune en 2001 par Mihály Arnold, ancien commandant national de la douane, originaire de Bakonypéterd.
Un petit mémorial Czéhner rend hommage à l'un des enfants victimes de la Seconde Guerre mondiale.
Enfin, le hameau viticole d'Acker-dűlő réunit anciennes caves souabes et constructions plus récentes, témoignant du passé viticole du village.

## Personnalités liées à la localité
Plusieurs figures notables sont nées ou ont des attaches familiales à Bakonypéterd. Mihály Arnold (1945–2013), officier supérieur des douanes et haut fonctionnaire, fut général de corps d'armée et dirigea l'administration douanière hongroise. Il est né à Bakonypéterd, où sa famille avait trouvé refuge pendant la Seconde Guerre mondiale.
Engelbert Nándor Mázy (1865–1933), abbé de l'abbaye bénédictine de Tihany, est également natif du village. Le peintre Sándor Muhits (1882–1956), connu pour ses paysages et scènes de genre, y vit le jour, tout comme Ottó Péterdi-Hahn (1910–1986), pédagogue et enseignant respecté.
Enfin, l'économiste américain George J. Stigler (1911–1991), prix Nobel d'économie en 1982, avait des origines familiales du côté maternel à Bakonypéterd, bien qu'il soit né à Seattle.